# 孫朝肅
孫朝肅（1584年—1636年），字恭甫，别號曄芝、萱臺，直隸蘇州府常熟縣民籍。

## 生平
萬曆三十七年（1609年）己酉科應天鄉試舉人，四十四年（1616年）丙辰科進士，授刑部主事。天启元年（1621年）十一月，出任福建恤刑。後出任兖州府知府，因為平白莲教有功，加為山東右参政，天啓五年（1625-1626年）十二月，由御史石三畏举荐，再以參政一職起用升為广东按察司副使和广南兵备道，驻守琼州。崇禎元年（1628年）三月，起補孫朝肅為廣東右參政，之後先後擔任广东按察使、廣東布政使。崇祯九年卒。

## 家族
曾祖孫耒字取益，号小川，太医院職。祖七政，字齐之，号三川，所居有西爽楼、清晖馆，蓄古彝鼎书画，客至，觞詠其中。晚年贫甚，皆割去。生二子：孫森、孫林。孫林（1564年-1637年），字子喬，娶陳氏，生朝肃、朝谐、朝让三子。他的弟弟孫朝讓是崇禎四年进士，官至江西布政使。他的兒子孫魯，字孝若，号沂水，是顺治壬辰科进士。另一個兒子孫藩，字孝维，号留松，官至衢州推官、高州同知。

## 引用
1. ↑  《萬曆四十四年丙辰科進士序齒録》
2. ↑  《萬曆四十四年丙辰科進士履歷》：孫朝肅，曄芝，書三房，辛卯八月十七日生。常熟人，己酉四，会九十七，二甲五十四名。礼部政，戊午授刑部廣西司主事，辛酉升云南司员外，壬戌升陕西司郎中，升山东兖州知府，癸亥以平妖功，加升參政，甲子諍地剿撫被論，乙丑奉旨參政起用，戊辰起廣東右參政，庚午升本省按察使，辛未升本省右布政，甲戌被察，降一级。
3. ↑  钱谦益《誥封中大夫廣東按察司按察使孫君墓誌銘》
4. ↑  《常熟县志》：孙朝肃字恭甫，万历丙辰进士，授刑部主事。光宗初立，不豫，李可灼进红丸，朝肃上书大学士方从哲，大要让其不清宫闈隐蠹，调养圣躬，有负先帝之托。辇下竦然，交长别載。嗣后诸正人昌言排击，实自朝肃发之。出知兖州府，当白莲妖贼之乱，朝肃单骑至府，缒而入，鼓励士民，悉力战守。贼平，加参政，升广东按察司副使，备兵广南。越大海，治琼州，侏离为伍，广布恩信，彝猺安之。迁广东布政司布政使，每以刘大夏却金自励，以大夏曾为此官，有却金故事也。失巡抚意，几中考功法，通省士大夫以为冤，訟言之吏部，镌一级归。朝肃为人伉爽负气，至性孝友，三党时待以举火，周急无倦。守家学，能诗，又善珞琭子平之术，自验不爽。弟朝让，崇祯辛未进士，官至江西布政，别有传。子鲁、藩，鲁顺治壬辰进士，見循吏传。